# Witbandovenvogel
De witbandovenvogel (Furnarius figulus) is een zangvogel uit de familie Furnariidae (ovenvogels).

## Verspreiding en leefgebied
Deze soort komt voor in het zuidoostelijk Amazonebekken en oostelijk Brazilië en telt twee ondersoorten:
- F. f. pileatus: centraal Brazilië.
- F. f. figulus: oostelijk Brazilië.

## Status
De grootte van de populatie is niet gekwantificeerd maar de soort wordt omschreven als vrij algemeen. Op de Rode lijst van de IUCN heeft deze soort de status niet bedreigd.